# Atak na ambasadę Turcji w Lizbonie
Atak na ambasadę Turcji w Lizbonie – atak dokonany 27 lipca 1983 roku przez terrorystów z Ormiańskiej Armii Rewolucyjnej (ARA) na ambasadę Turcji w Lizbonie, stolicy Portugalii.
W ataku zginęła żona chargé d’affaires tureckiej ambasady, portugalski policjant i pięciu napastników, a syn chargé d’affaires i jeden portugalski policjant zostali ranni. Zamach na turecką ambasadę został określony przez portugalską gazetę „Diário de Notícias” jako najpoważniejszy atak terrorystyczny w historii Portugalii.

## Tło
W latach 70. i 80. XX wieku dochodziło do licznych ataków ormiańskich organizacji terrorystycznych, których celem było uzyskanie międzynarodowego uznania dla ludobójstwa Ormian, do którego doszło w Imperium Osmańskim w czasie I wojny światowej. Organizacje takie jak Armeńska Tajna Armia Wyzwolenia Armenii (ASALA), Oddział Sprawiedliwości Ludobójstwa Ormian (JCAG), Nowa Grupa Oporu Ormian (NAR) oraz Ormiańska Armia Rewolucyjna (ARA) dokonały setek ataków na cele tureckie. Jednym z głównych celów organizacji ormiańskich nacjonalistów były tureckie placówki dyplomatyczne i tureccy dyplomaci. Do najważniejszych zamachów na początku lat 80. należały:
- zajęcie tureckiego konsulatu w Paryżu(inne języki) 24 września 1981 roku, w ataku zginęła 1 osoba, a 1 została ranna[2];
- atak na lotnisku w Ankarze(inne języki) 7 sierpnia 1982 roku, w którym zginęło 11 osób, a 63 zostały ranne[3];
- atak na lotnisku w Paryżu(inne języki) 15 lipca 1983 roku, w którym zginęło 8 osób, a 55 zostały rannych[4].

## Atak
Według świadków napastnicy przyjechali przed ambasadę 27 lipca 1983 roku około 10:30 rano dwoma Fordami Escort, czerwonym, który pozostał na zewnątrz i białym, który wjechał na podjazd. Samochód wzbudził podejrzenia portugalskiego ochroniarza, ponieważ widział go już dzień wcześniej. Wówczas dwóch mężczyzn, którzy przyjechali samochodem, zostało zatrzymanych przez ochroniarza ambasadora. Powiedzieli, że przyjechali po wizy, ale gdy poproszono ich o okazanie paszportów, pośpiesznie odjechali.
Z relacji wynika, iż z białego escorta wysiadł jeden z terrorystów, który otworzył ogień raniąc portugalskiego policjanta, po czym został zastrzelony przez tureckiego ochroniarza. Wykorzystując zamieszanie czwórka Ormian wbiegła do rezydencji ambasadora biorąc jako zakładników Cahide Mıhçıoğlu, żonę tureckiego chargé d’affaires, oraz ich 17-letniego syna Atasaya Mıhçıoğlu.
Napastnicy trzymali zakładników w pokoju, wokół którego podłożyli ładunki wybuchowe. Zagrozili, że wysadzą budynek w powietrze, jeśli policja spróbuje dokonać szturmu. Po trzech godzinach kryzysu doszło do eksplozji, w wyniku której zginęło czterech napastników, żona dyplomaty oraz portugalski policjant Manuel Pacheco. Syn tureckiego dyplomaty został ranny w nogę w czasie ataku. Niedługo po wybuchu ewakuował się skacząc z balkonu na pierwszym piętrze płonącego budynku.
W czasie ataku premier Mário Soares zwołał nadzwyczajne posiedzenie rządu i dowództwa policji w celu monitorowania sytuacji. Premier zarządził wówczas wysłanie na miejsce utworzonej rok wcześniej Grupy Operacji Specjalnych (GOE).

## Skutki
Do ataku przyznała się Ormiańska Armia Rewolucyjna (ARA), która w czasie ataku wysłała maszynopisy do agencji informacyjnych. Maszynopis dostarczony do biura Associated Press w Lizbonie głosił: „Postanowiliśmy wysadzić ten budynek w powietrze i pozostać pod gruzami. To nie jest samobójstwo ani wyraz szaleństwa, ale raczej nasza ofiara na ołtarzu wolności”. Grupa stwierdziła, że atak został przeprowadzony, ponieważ „Turcja i jej sojusznicy odmówili uznania ludobójstwa Ormian”.
Napastnicy wjechali do kraju przez lotnisko w Lizbonie jako turyści z libańskimi paszportami. Zarezerwowali pokoje hotelowe za pośrednictwem publicznego teleksu w Bejrucie i wynajęli trzy samochody w Lizbonie. Na podstawie dokumentów znalezionych w pokojach hotelowych policja ustaliła tożsamość tych osób. Byli to Setrak Ajamian, 19 lat; Ara Kuhrjulian, 20 lat; Sarkis Abrahamian, 21 lat; Simon Yahniyan, 21 lat i Vache Daghlian, 19 lat (znani w źródłach ormiańskich jako „Piątka z Lizbony”). Zostali pochowani w Bejrucie na ormiańskim cmentarzu narodowym w Burdż Hammud.
Oprócz wpływu na relacje między Ormianami i Turkami, atak w Lizbonie spowodował również zmiany w strategii bezpieczeństwa narodowego Stanów Zjednoczonych. Prezydent Ronald Reagan oburzony atakiem, w którym zginęła żona dyplomaty miał powiedzieć: „Wystarczy. Będziemy współpracować z innymi rządami i raz na zawsze położymy temu kres”. Członek Rady Bezpieczeństwa Narodowego USA Oliver North rozpoczął wówczas opracowywanie Dyrektywy Decyzyjnej w sprawie Bezpieczeństwa Narodowego (NSDD), która zezwalała na tajne operacje mające na celu „zneutralizowanie” terrorystów. Spowodowało to dyskusje na temat legalności dyrektywy w odniesieniu do Rozporządzenia wykonawczego 12333, które zakazywało „zabójstw”. Chociaż terminologia neutralizacji została ostatecznie odrzucona w podpisanej NSDD 138, dyrektywa ta mimo wszystko oznaczała znaczącą zmianę w polityce bezpieczeństwa USA, ponieważ wyraźnie określiła prawo Stanów Zjednoczonych do obrony przed terrorystami. Atak został potępiony przez władze amerykańskie jako przejaw „bezsensownej przemocy”, przypominając w tym kontekście o ataku na lotnisku w Paryżu oraz zabójstwie w Brukseli tureckiego dyplomaty Dursuna Aksoya dwa tygodnie wcześniej.
Zamach na turecką ambasadę został określony przez portugalską gazetę „Diário de Notícias” jako najpoważniejszy atak terrorystyczny w historii Portugalii. Był również ostatnim zamachem terrorystycznym w tym kraju do czasu ataku nożownika na centrum ismailitów w Lizbonie w marcu 2023 roku, w którym zginęły dwie osoby.

## Upamiętnienie
Atak na ambasadę turecką w Lizbonie jest upamiętniany zarówno przez Ormian, jak i przez Turków. 
Społeczność ormiańska w Stanach Zjednoczonych regularnie organizuje upamiętnienia w celu uczczenia śmierci pięciu napastników, określanych jako „lizbońska piątka” (ang. Lisbon Five). W 2008 roku społeczność ormiańska w Glendale w Kalifornii zorganizowała czuwanie w lokalnym kościele, aby „upamiętnić i uczcić ofiarę” pięciu napastników. Gazeta amerykańskich Ormian „Asbarez” w swoim artykule redakcyjnym określiła ormiańskich terrorystów jako „bohaterów i bojowników o wolność”. 11 sierpnia 2013 roku Ormiańska Federacji Młodzieży zorganizowała w Ormiańskim Centrum Kulturalnym w Sydney upamiętnienie „lizbońskiej piątki”, co spotkało się z krytyką ze strony ambasady Turcji w Canberze, która powołała się na Rezolucję Rady Bezpieczeństwa ONZ nr 1624 z 2005 roku potępiającą gloryfikację terroryzmu.
W Dzień Męczenników 18 marca 2011 roku ambasada Turcji w Lizbonie zorganizowała uroczystość upamiętniającą śmierć żony tureckiego dyplomaty i portugalskiego policjanta, którzy zginęli w zamachu. Ambasador podziękował portugalskim władzom za sprawną akcję antyterrorystyczną, dziękując także dwóm uczestnikom tamtej operacji obecnym na ceremonii. 7 czerwca 2013 roku w Lizbonie odsłonięto pomnik upamiętniający żonę tureckiego dyplomaty oraz portugalskiego policjanta zabitych w ataku ormiańskich terrorystów. W uroczystości uczestniczył syn dyplomaty ranny w ataku, a także wdowa i córka zabitego policjanta.